# Upplands runinskrifter 1120
Upplands runinskrifter 1120 är en försvunnen vikingatida runsten som funnits i Örke, Skuttunge socken och Uppsala kommun. Stenens mått är omkring 1 meter hög och 1,25 meter bred. Stenen var svårt skadad redan på 1600-talet. Olof Celsius den äldre undersökte stenen 1728 men efter det har den varit försvunnen.

## Inskriften
Translitterering av runraden:
[...iu × lit · raisa × stain · eftiʀ · taist · bonta · sin sun · i...]
Normalisering till runsvenska:
... let ræisa stæin æftiʀ taist, bonda sinn, sun ...
Översättning till nusvenska:
... lät resa stenen efter taist, sin man, ... son.